# Coris pictoides
 Coris pictoides és una espècie de peix de la família dels làbrids i de l'ordre dels perciformes.

## Morfologia
Els mascles poden assolir els 15 cm de longitud total.

## Distribució geogràfica
Es troba a les Filipines, Indonèsia, Austràlia (Austràlia Occidental) i Taiwan.